# Вільногірськ (автостанція)
Автостанція «Вільногірськ» — головна автостанція міста обласного значення Вільногірськ Кам'янського району Дніпропетровської області. Входить до складу ПАТ «Дніпропетровського обласного підприємства автобусних станцій».

## Основні напрямки

### Місцевого формування
- Вільногірськ — Верхньодніпровськ
- Вільногірськ — Кам'янське-2

### Транзитні
- Верхньодніпровськ — Кривий Ріг
- Кам'янське-1 — Кропивницький
- Кам'янське-1 — Миколаївка (Лихівська селищна рада)
- Кам'янське-1 — Троїцьке